# Giải bóng đá U-18 Quốc gia 2005
Giải bóng đá U18 quốc gia 2005 có tên gọi chính thức là Giải bóng đá U18 Quốc gia - Cúp Báo Bóng đá 2005 là giải đấu được tổ chức lần thứ hai của giải giải bóng đá U17 Quốc gia do Báo Bóng đá đứng ra tổ chức thông qua VFF từ ngày 24 tháng 8 đến 4 tháng 9 năm 2005.

## Các đội bóng
+ Tám đội bóng tiêu biểu tham dự vòng chung kết được chia làm 2 bảng A và B, Bảng A gồm chủ nhà Thành phố Hồ Chí Minh, Sông Lam Nghệ An, Đồng Nai và Thể Công; còn Bảng B gồm các đội Khánh Hoà, Tây Ninh, Bình Dương và Nam Định.
+ Các đội thi đấu vòng tròn một lượt ở bảng đấu để chọn ra 2 đội nhất nhì mỗi bảng thi đấu ở vòng bán kết. Đội thắng ở vòng bán kết được đá trận chung kết còn hai đội còn lại sẽ đồng giải ba chung cuộc.

## Vòng chung kết

### Trận chung kết
|  | v        |  |
|  | -------- |  |
|  | Chi tiết |  |

|  |       | Luân lưu 11m |
|  | 4 – 3 |              |

## Tổng kết
- Vô địch: U18 Sông Lam Nghệ An
- Hạng nhì: U18 Thành phố Hồ Chí Minh
- Đồng hạng ba: U18 Đồng Nai, U18 Thể Công
- Cầu thủ xuất sắc nhất: Tiền vệ Nguyễn Quang Tình (U18 Sông Lam Nghệ An)
- Thủ môn xuất sắc nhất: Nguyễn Thanh Tùng (U18 Hải Phòng)
- Vua phá lưới: Nguyễn Quang Tình (U18 Sông Lam Nghệ An), Hữu Phát (10-U18 Đồng Nai) - 5 bàn
- Giải phong cách: U18 Đồng Nai.